# Ready Steady Go
"Ready Steady Go"  é o vigésimo terceiro single da banda japonesa L'Arc~en~Ciel, lançado em 4 de fevereiro de 2004. Atingiu a primeira posição no Oricon Singles Chart. As quatro versões alternativas do single omitem cada integrante da banda; por exemplo, a "Hydeless Version" não possui os vocais de hyde (mas contém os backing vocals), enquanto a "Yukihiroless Version" não possui bateria.
"Ready Steady Go" foi o segundo tema de abertura do anime Fullmetal Alchemist. A música também foi usada no jogo de Nintendo DS Daigasso! Band Brothers, assim como na última fase do jogo Osu! Tatakae! Ouendan.

## Faixas
Todas as letras escritas por Hyde, todas as músicas compostas por Tetsu.
| N.º            | Título                                   | Duração |  |
| 1.             | "Ready Steady Go"                        | 3:45    |  |
| 2.             | "Ready Steady Go (Hydeless Version)"     | 3:46    |  |
| 3.             | "Ready Steady Go (Kenless Version)"      | 3:45    |  |
| 4.             | "Ready Steady Go (Tetsuless Version)"    | 3:45    |  |
| 5.             | "Ready Steady Go (Yukihiroless Version)" | 3:45    |  |
| Duração total: | Duração total:                           | 18:48   |  |

## Desempenho
| Parada (2004) | Melhor posição |
| ------------- | -------------- |
| Oricon        | #1             |

## Cover
A banda de punk rock norte-americana Zebrahead regravou a música para o álbum tributo L'Arc~en~Ciel Tribute de 2012. Esta versão também está presente em seu álbum Call Your Friends (2013) como faixa-bônus da edição japonesa.

## Ficha técnica
- Hyde – vocais
- Ken – guitarra
- Tetsu – baixo
- Yukihiro – bateria